# Macrolyrcea sceva
Macrolyrcea sceva là một loài bướm đêm trong họ Geometridae.